# Lasara Siwalubanua
Lasara Siwalubanua is een bestuurslaag in het regentschap Nias van de provincie Noord-Sumatra, Indonesië. Lasara Siwalubanua telt 1779 inwoners (volkstelling 2010).